# Reserva natural Quebracho de la Legua
La Reserva natural Quebracho de la Legua es un área protegida ubicada en el departamento Ayacucho, al noroeste de la provincia de San Luis, en la región central de la Argentina.

## Características generales
La reserva Quebracho de la Legua fue creada mediante decreto provincial n.º 4093 del año 1979 sobre una superficie de alrededor de 2242 ha. correspondientes a la ecorregión chaco seco, aproximadamente en la posición 32°21′S 66°55′O / -32.350, -66.917.

El objetivo de su creación fue preservar una zona representativa de ambiente silvestre natural, conservado de los impactos antrópicos a causa de la escasa población de la zona.
La reserva está ubicada a poca distancia del paraje Santa Rosa de Cantantal, y a algo menos de 20 km de la entrada al Parque nacional Sierra de las Quijadas.

## Características geográficas
La superficie de la reserva es prácticamente llana, con escasas y pequeñas ondulaciones y suelo árido o semiárido, sin presencia de agua superficial permanente. El clima es templado seco, con escasas precipitaciones y temperaturas moderadas.

## Flora
El área protegida se caracteriza por la presencia dominante de quebracho blanco (Aspidosperma quebracho-blanco), especie que por su abundancia le da su nombre a la reserva. Alternando con los quebrachos, se encuentran ejemplares de algarrobos negros (Prosopis nigra), breas (Parkinsonia praecox), chañares (Geoffroea decorticans), espinillos (Acacia caven), retamos (Spartium junceum), jarillas hembra (Larrea divaricata), piquillines (Condalia microphylla), duraznillo negro o palque (Cestrum parqui) y otros arbustos menores, bajo los que se desarrollan varias gramíneas y hierbas.

## Fauna
La reserva se destaca por su variedad de aves, entre ellas la martineta común (Eudromia elegans),  la chuña patas negras (Chunga burmeisteri), el ñañarca (Systellura longirostris) y la amenazada águila coronada (Stephanoaetus coronatus). Los bosquecillos y arbustales son el hábitat de varias especies de pequeños pájaros cantores, como la calandrita (Stigmatura budytoides), el tuquito gris (Empidonomus aurantioatrocristatus), el suirirí real (Tyrannus melancholicus), el yal negro (Phrygilus fruticeti), la brasita de fuego (Coryphospingus cucullatus) y el amenazado cardenal amarillo (Gubernatrix cristata).
Otras especies presentes en la reserva son mamíferos como el puma (Puma concolor), el gato montés (Leopardus geoffroyi), el pecarí de collar (Pecari tajacu), el zorro gris chico (Lycalopex griseus); roedores como las maras Dolichotis patagonum, los conejos de los palos (Dolichotis salinicola), vizcachas (Lagostomus maximus), además de  mulitas (Dasypodidae) y peludos Chaetophractus villosus; reptiles como la tortuga  terrestre (Chelonoidis chilensis) o el lagarto overo (Tupinambis teguixin) y ofidios como la serpiente de cascabel (Crotalus), la yarará ñata (Bothrops ammodytoides) y la chica (Bothrops diporus), la coral (Micrurus altirostris), lampalagua o boa de las vizcacheras (Boa constrictor occidentalis).